# Велике Згоранське
Вели́ке Згора́нське — озеро карстового походження в Україні. Розташоване у Любомльському районі Волинської області, на північ від села Згорани.

## Загальна інформація
Із заходу в озеро впадає річка Нережа, а випливає з нього (з північного боку) річка Тенетиска.
Географічні характеристики: максимальна довжина 1,5 км, пересічна ширина 1 км, площа 1,51 км², пересічна глибина 10 м, максимальна — 20 м. Улоговина овальної форми. Береги низовинні, переважно піщані, на окремих ділянках заболочені. Живиться підземними та атмосферними водами. Дно піщане, вкрите шаром сапропелю (запаси 1511,2 тис. м³). Береги заболочені, подекуди заросли мішаним лісом.
В озері поширені водяний горіх, пухирник малий, пухирник звичайний, на заболочених берегах — росичка англійська, росичка круглолиста та інші. Водяться лящ, короп, карась, щука, окунь, вугор. На берегах озера — зона відпочинку.

## Події та заходи на березі Великого Згоранського озера

### Івана Купала
Традиційним святкуванням, що проводять на березі Великого Згоранського озера є свято Івана Купала. Жителі села щорічно розпалюють велике багаття та проводять святкування із дотриманням стародавніх традицій. Проводять сватання Івана Купалого та Маланки, плетуть вінки та пускають на воду. Щороку святкування набирає обертів [Архівовано 12 жовтня 2016 у Wayback Machine.] та відвідують його понад тисяча гостей.

### Водохреща
Церковне свято відзначають 19 січня. У селі Згорани діє Дмитрівська церква, тому щорічно відбувається зимове купання. Місцем проведення обрано західний берег озера, де розташований будинок рятувальників.

### FestLike
Фестиваль FestLike вперше провели 16—17 липня 2016 року. Ініціатором фестивалю стало інтернет-видання «КОРДОН». Фестиваль сучасної української музики проходить два дні на західному березі Великого Згоранського озера.
В рамках Фестивалю відбулось Міжнародне авторалі на Східному березі озера [Архівовано 12 жовтня 2016 у Wayback Machine.].
Очікується, що Фестиваль стане традиційним та не змінить місця проведення.

## Галерея

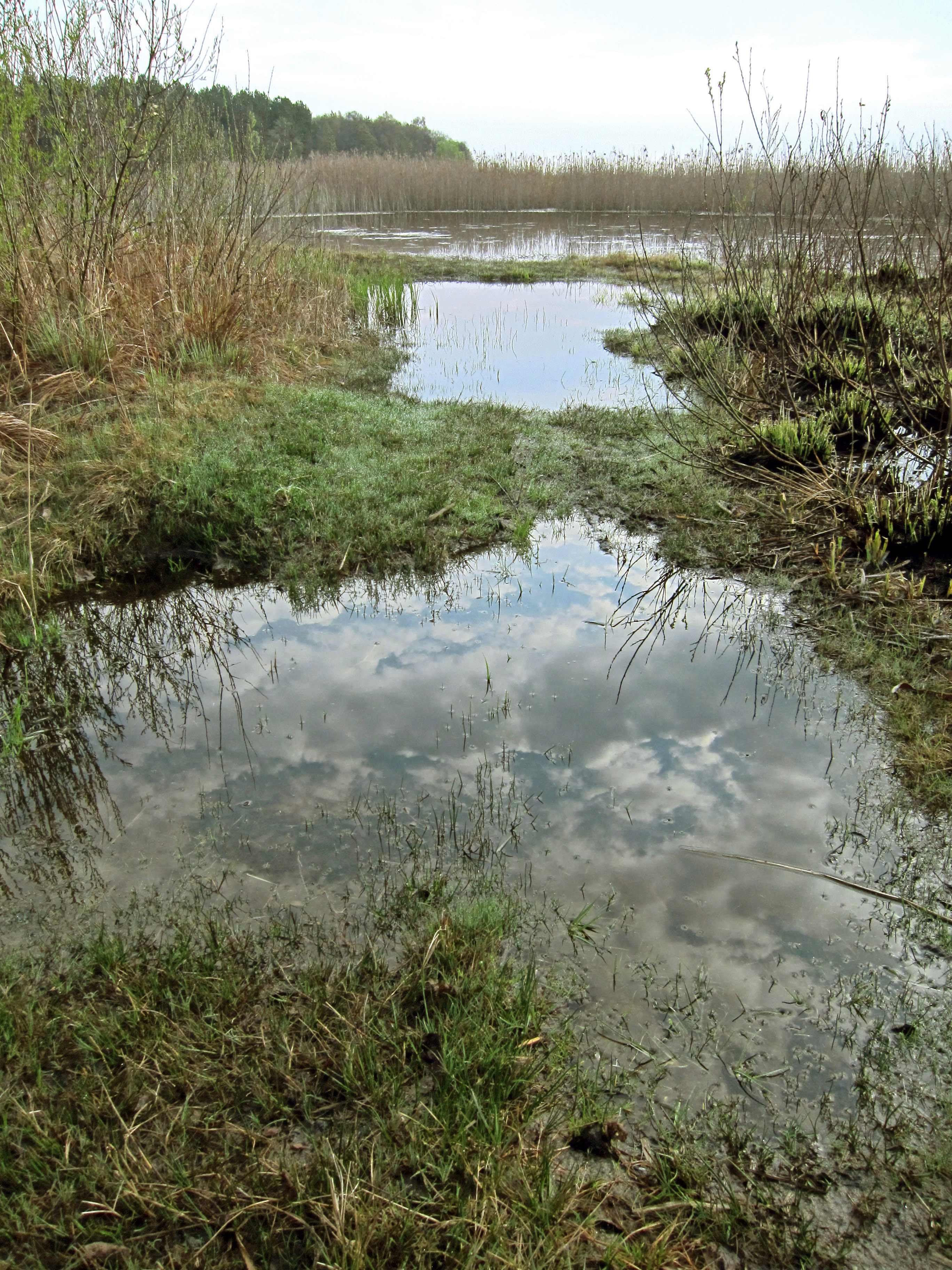
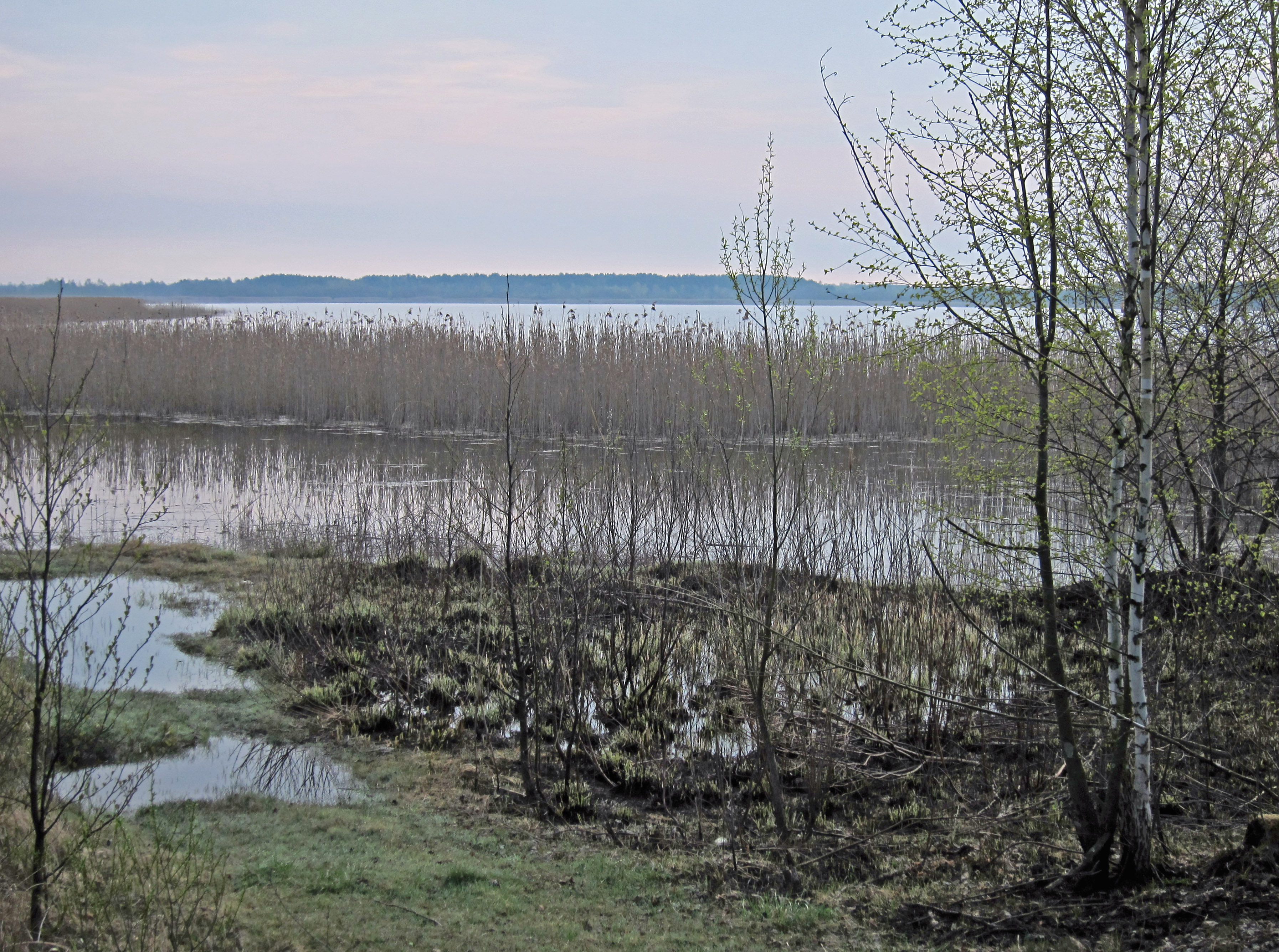
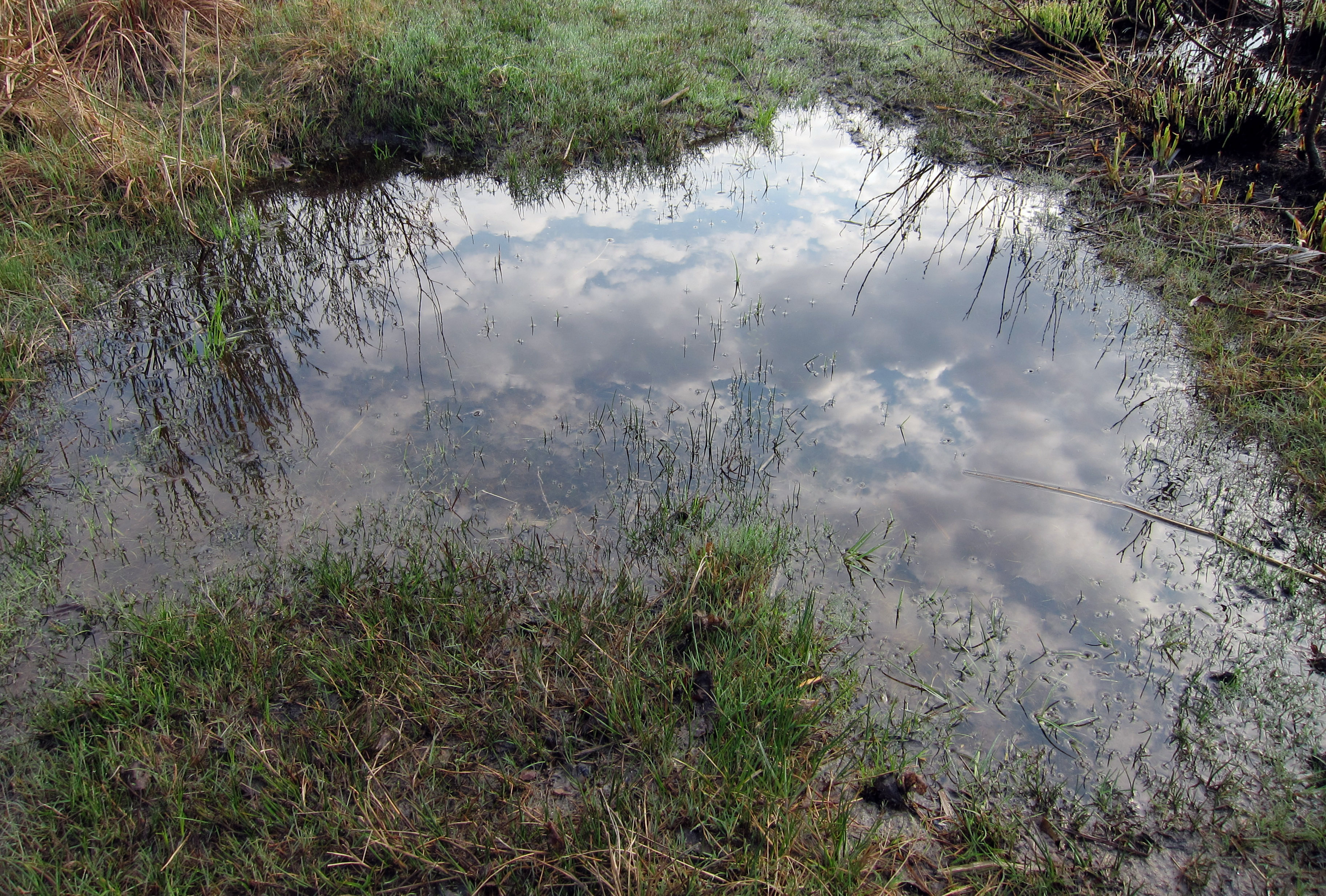
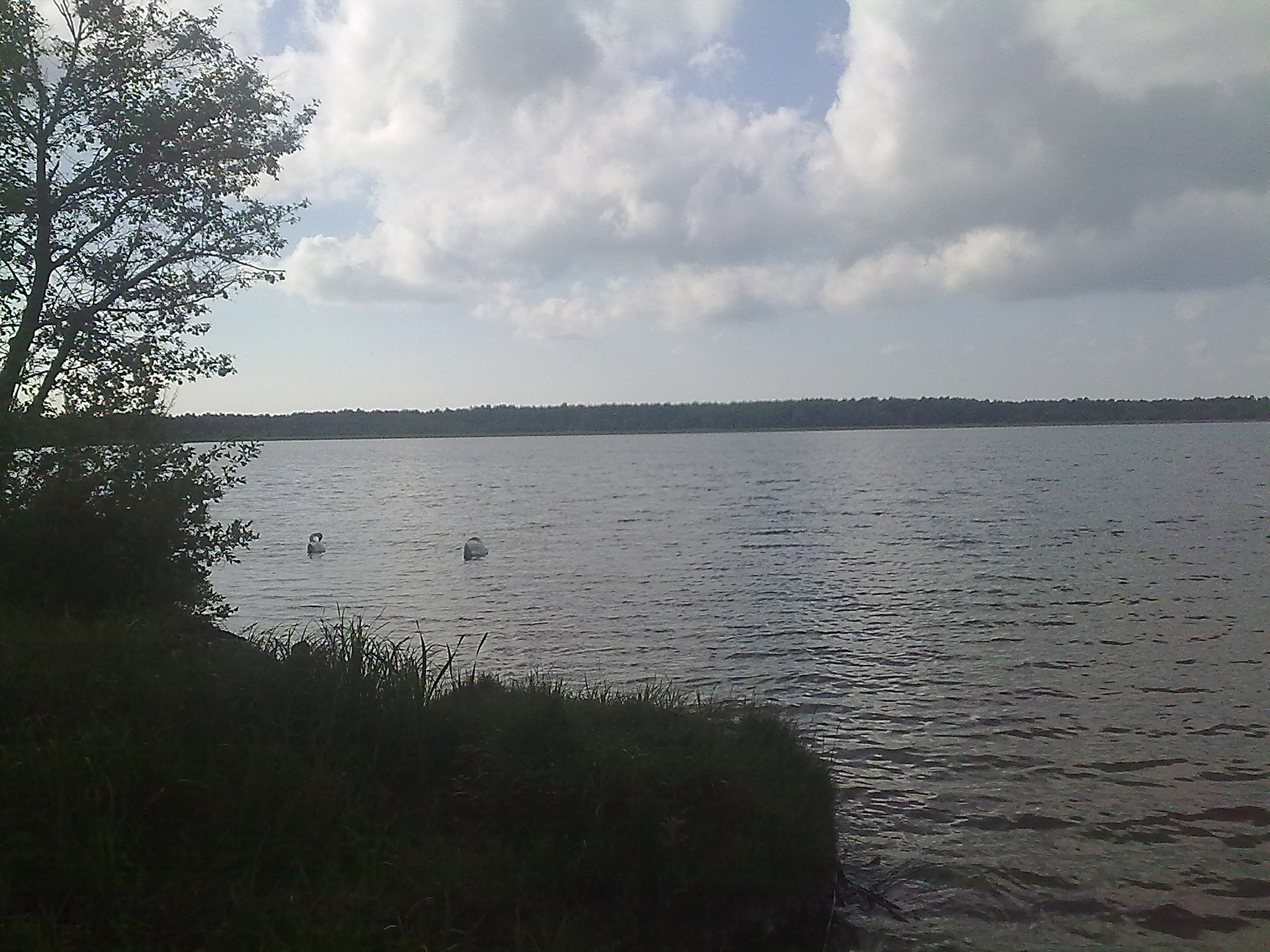
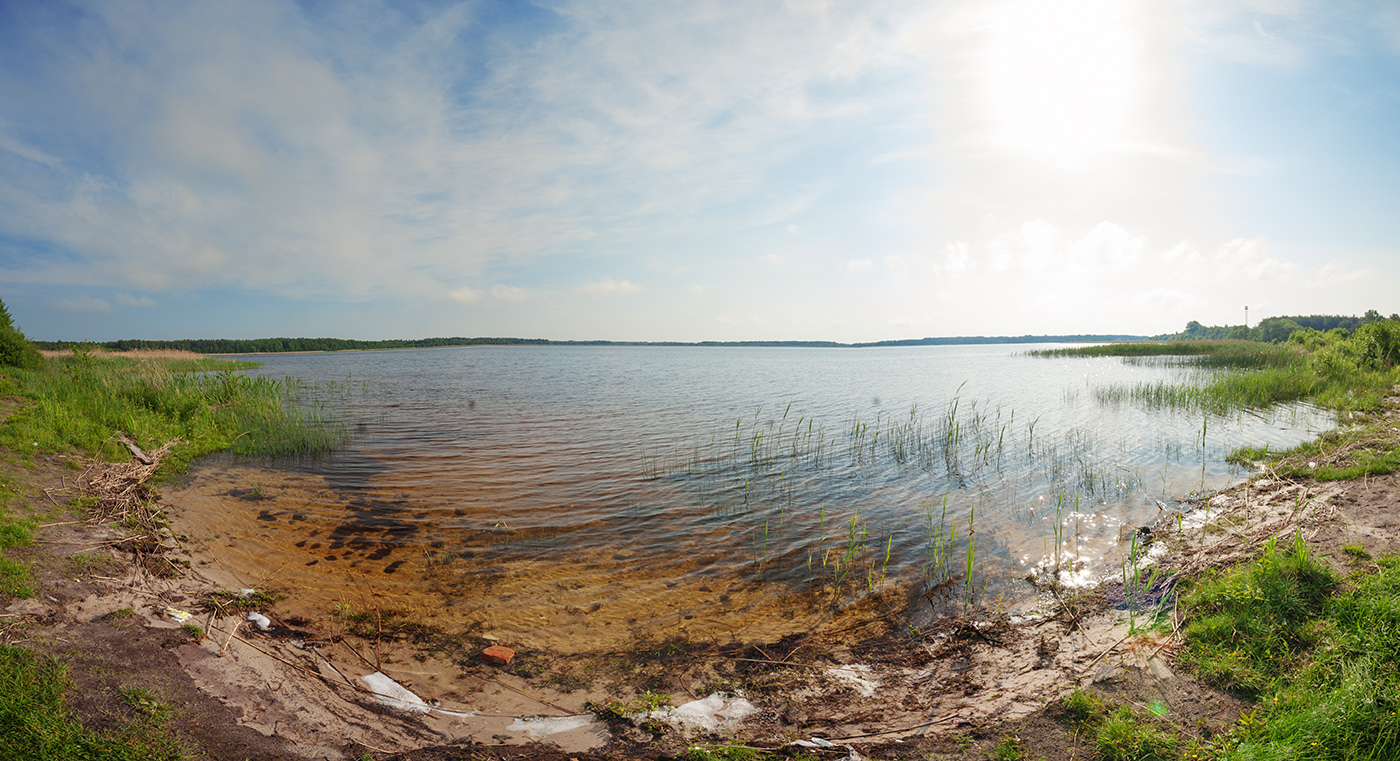
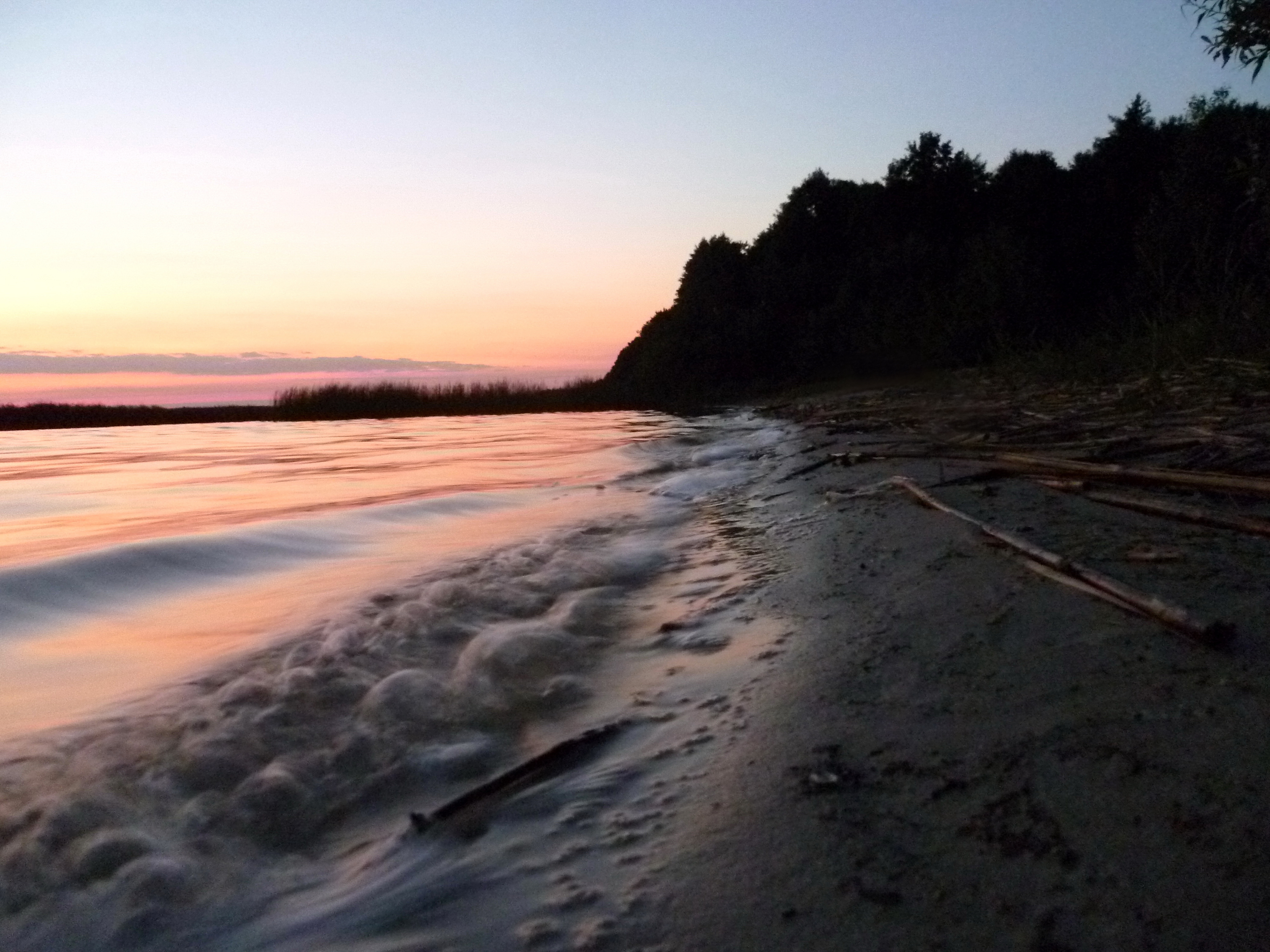
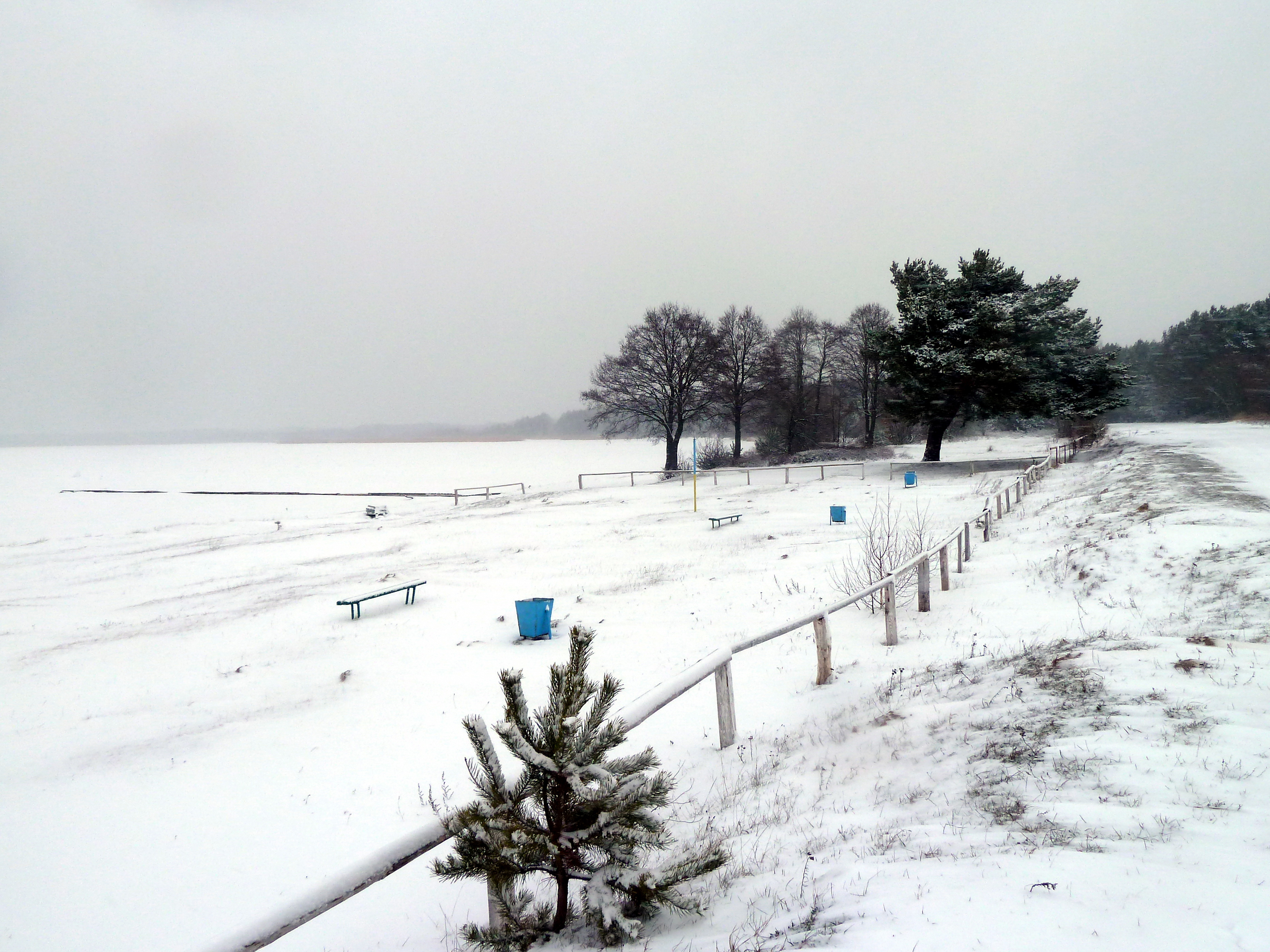
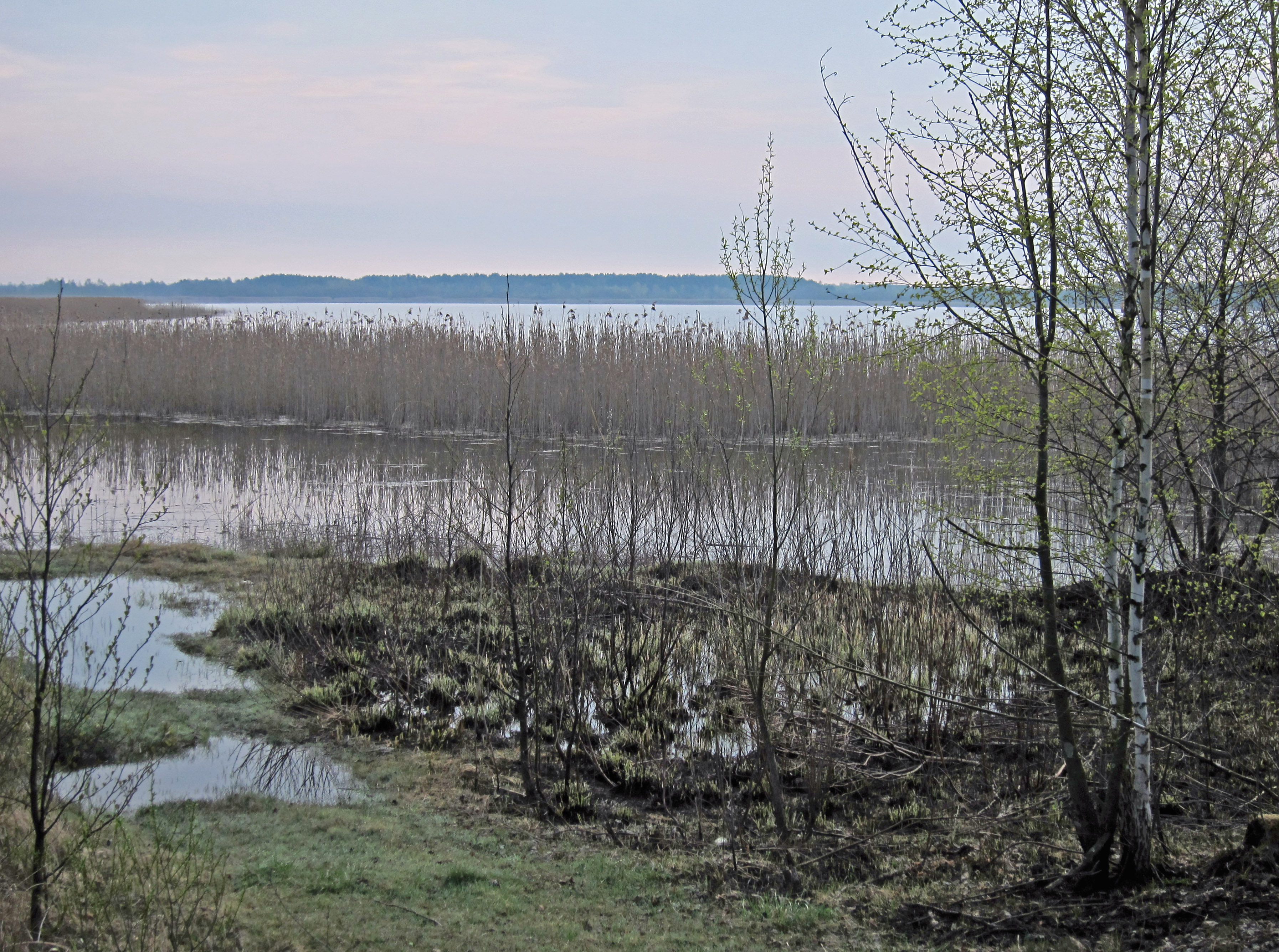
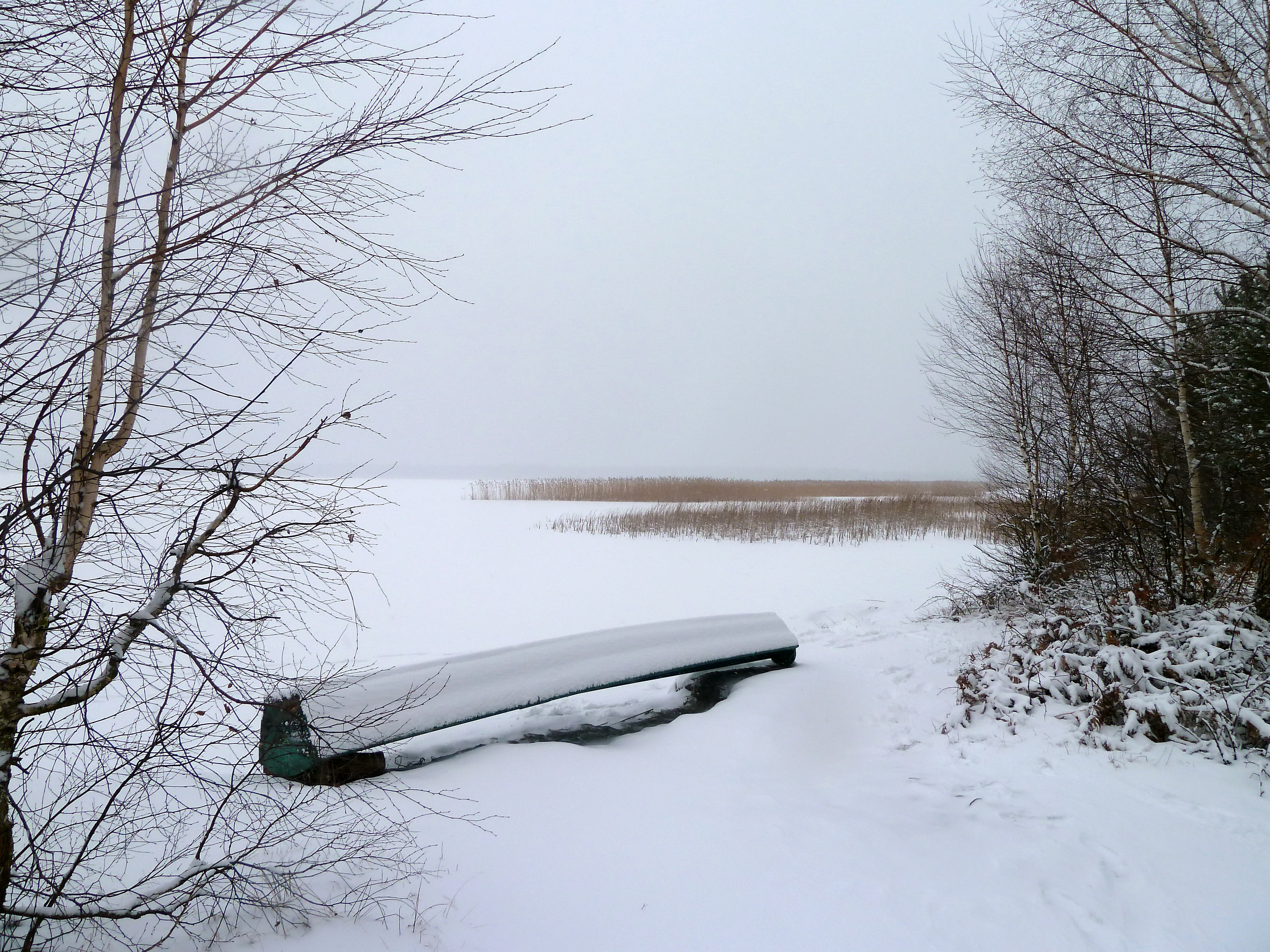
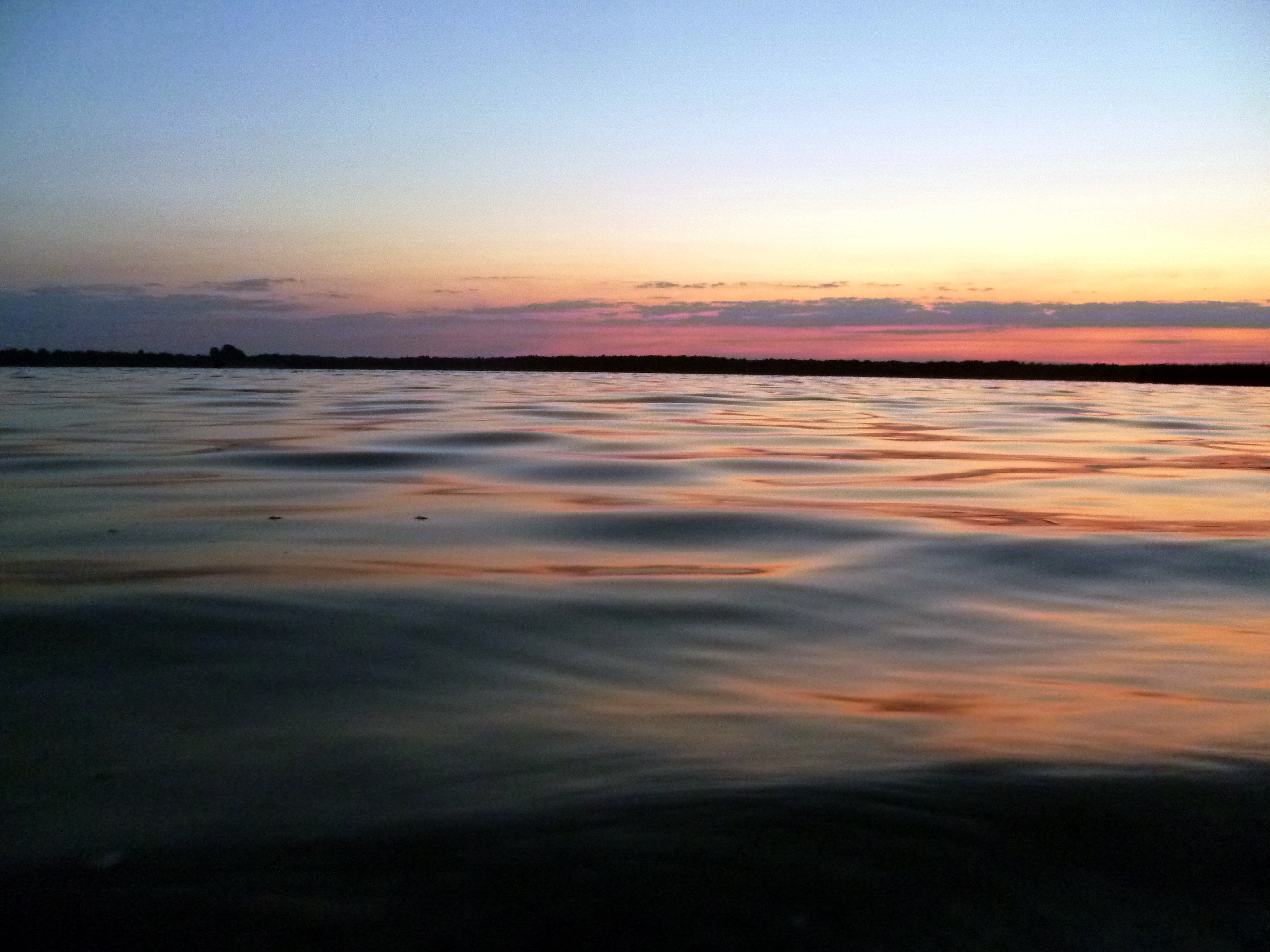
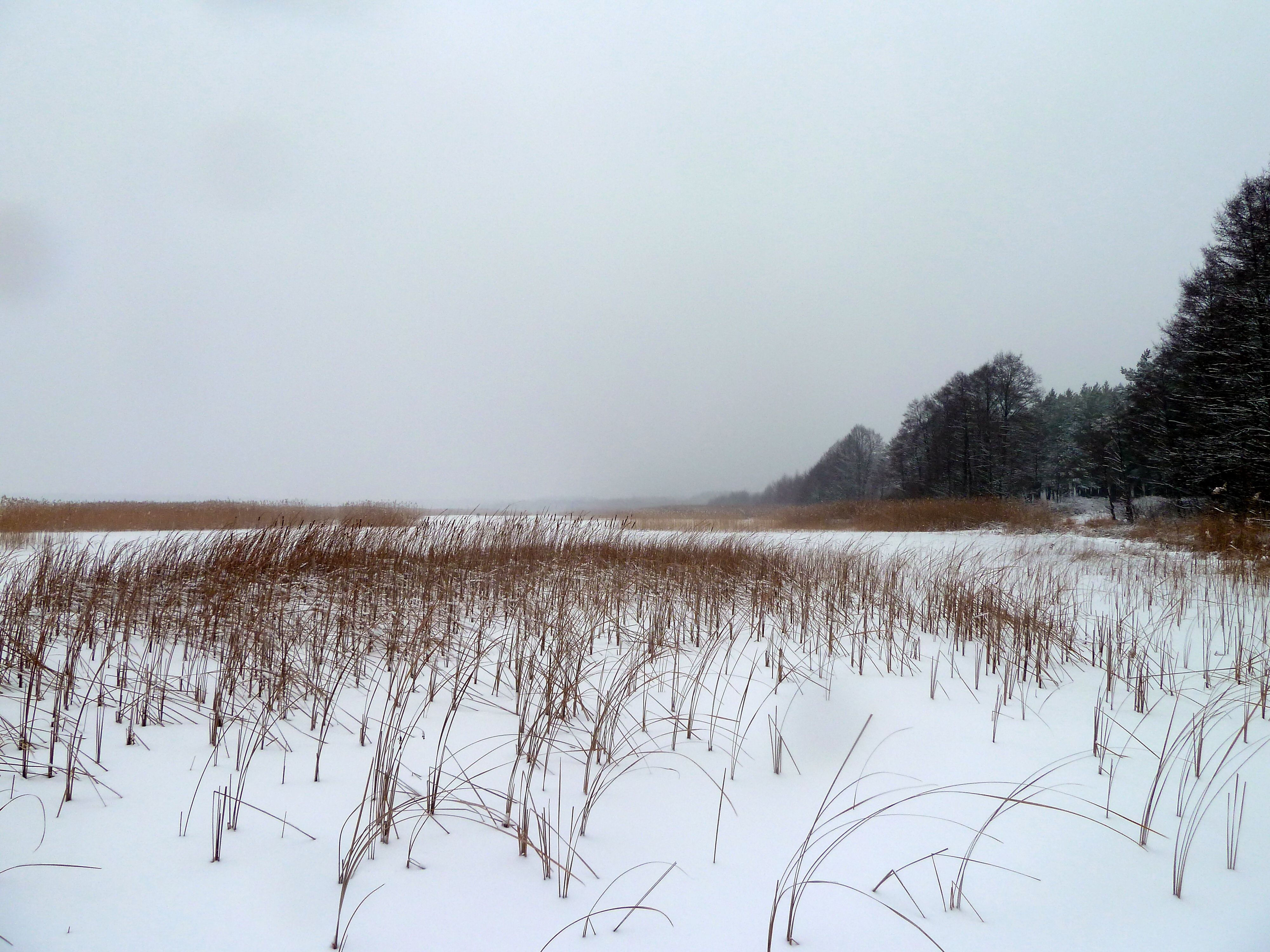
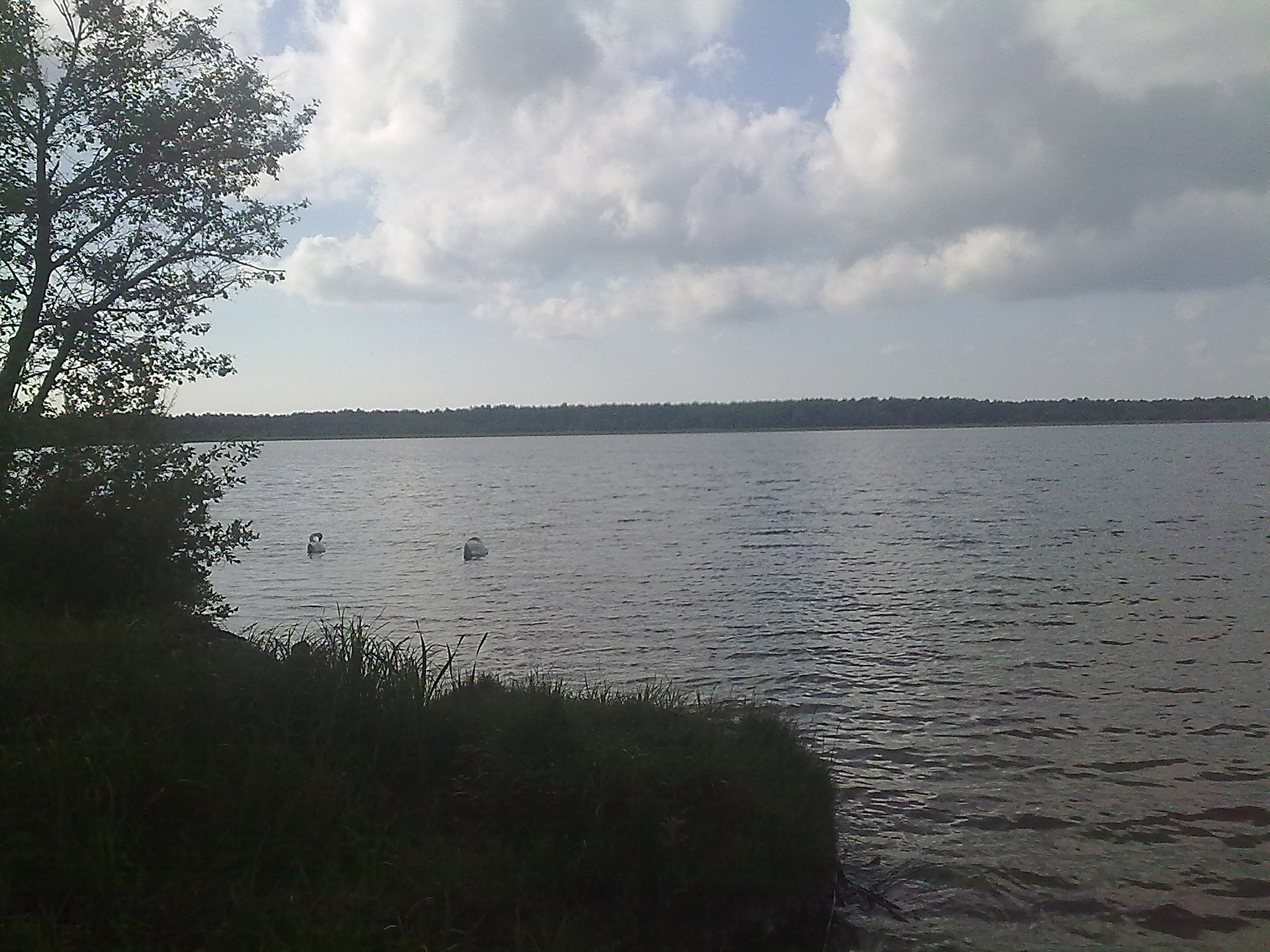
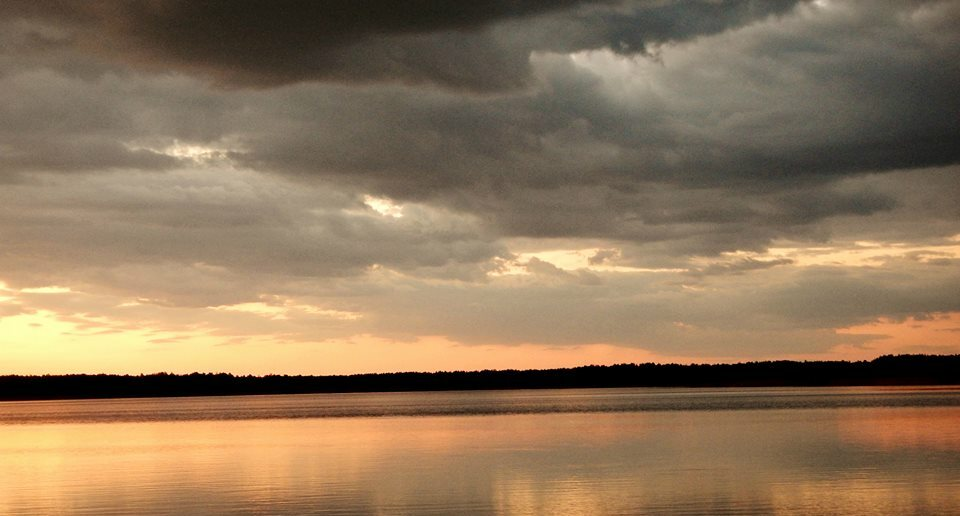